# Arnulf Borsche
Arnulf Borsche (* 15. März 1928 in Frankfurt am Main; † 19. Juni 2011 in Kronberg im Taunus) war ein hessischer Politiker (CDU) und Abgeordneter des Hessischen Landtags.

## Leben außerhalb der Politik
Nach einer kurzen Unterbrechung als Luftwaffenhelfer machte Arnulf Borsche 1946 sein Abitur. In den Folgejahren studierte er an der Universität Frankfurt auf Lehramt. Ab 1954 war er bei der Nestlé Deutschland AG tätig und stieg dort bis zum Prokuristen und Hauptabteilungsleiter auf. Borsche war Vorstand in einer Vielzahl von Vereinen. Ab 1961 war er Mitglied des Kuratoriums der Blindenanstalt in Frankfurt am Main. Ab 1993 war er dort Vorsitzender.
Borsche war verheiratet und hatte drei Kinder. Er war weitläufig mit dem Schauspieler Dieter Borsche verwandt.

## Politik
Arnulf Borsche war Mitglied der CDU und hatte dort verschiedene Parteiämter innen. So war er langjährig stellvertretender Kreisvorsitzender der Frankfurter CDU. Er war Ehrenvorsitzender des Evangelischen Arbeitskreises der CDU Hessen, dem er lange Jahre als Vorsitzender vorstand. 1960 bis 1962 war er Stadtverordneter in Frankfurt. Vom 1. Dezember 1962 bis zum 30. November 1982 war er über fünf Wahlperioden Mitglied des hessischen Landtags. Schwerpunkt seiner Arbeit war die Kulturpolitik. Er war 1964 und 1969 Mitglied der Bundesversammlung.

## Ehrungen
- 1978: Verdienstkreuz 1. Klasse der Bundesrepublik Deutschland[4]
- 1982: Großes Verdienstkreuz